# Perelytrana
Perelytrana is een geslacht van rechtvleugeligen uit de familie veldsprinkhanen (Acrididae). De wetenschappelijke naam van dit geslacht is voor het eerst geldig gepubliceerd in 1936 door Sjöstedt.

## Soorten
Het geslacht Perelytrana  is monotypisch en omvat slechts de volgende soort:
- Perelytrana rana (Sjöstedt, 1936)